# Davit Bek
Davit Bek o David Bek (armeni: Դավիթ Բեկ) conegut abans com a Zeyva, és un poble i comunitat rural (municipi) de la Província de Siunik d'Armènia. Rep el nom del líder patriòtic armeni David Bek. El cens d'Armènia de 2011 indicava una població de 796, respecte 809 habitants al cens de 2001.
Està situada en el centre-sud de la província, a poca distància del riu Vorotan, afluent del riu Araxes, i de la frontera amb el territori d'Artsakh/Azerbaidjan.
David Bek és el lloc de naixement del dirigent revolucionari armeni i fundador de la República d'Armènia de 1918; Aram Manukian.